# Adrie Koster
Adrie Koster (Zierikzee, Zelanda, Países Bajos; 18 de noviembre de 1954) es un exfutbolista de los Países Bajos y entrenador del Willem II.
En clubes debutó en el Roda JC y pasó por el PSV Eindhoven, aunque no destacó en ninguno de esos equipos.
Como entrenador, pasó por el FC Eindhoven, Roda JC, entre otros, e incluso estuvo hace poco entrenanado en la cantera del Ajax, hasta que con la salida de Henk ten Cate al Chelsea FC, se convierte en el entrenador provisional del club. Desde 2018 es entrenador del Willem II.

## Clubes
- 1977-1979: Roda JC
- 1979-1983: PSV Eindhoven
- 2009-:2018: Club Brujas
- 2018-...: Willem II

## Palmarés
- No ha ganado títulos hasta ahora.

- Datos: Q376494
- Multimedia: Adrie Koster / Q376494